# Craig Fuller
Craig Lee Fuller (* in Cincinnati, Ohio) ist ein US-amerikanischer Country-Rock-Sänger und -Gitarrist.
1970 war Fuller eines der Gründungsmitglieder der Pure Prairie League, mit der er 1972 zwei Alben aufnahm. Noch im selben Jahr verließ er die Band wieder. 1976 gründete er dann zusammen mit Eric Kaz, Steve Katz und Doug Yule die Folk-Rock-Band American Flyer, die insgesamt nur zwei Alben veröffentlichte und sich 1978 wieder trennte. Fuller und Kaz taten sich daraufhin zusammen und nahmen das Album Craig Fuller & Eric Kaz auf. 1979 betätigte sich Fuller als Studiomusiker für Bonnie Raitt und Richie Furay.
1986 half er Mannheim Steamroller auf einem ihrer Alben und wurde 1988 Leadsänger von Little Feat. Er blieb für drei Alben bei der Band und wurde 1993 von Shaun Murphy ersetzt. In den Folgejahren spielte er dann auf Produktionen von Linda Ronstadt und Jimmy Webb und ist auch im 21. Jahrhundert noch als Session-Musiker aktiv, zum Beispiel für Irene Kelly und Poco.